# Боркі (гміна Свентайно)
Боркі (пол. Borki) — село в Польщі, у гміні Свентайно Олецького повіту Вармінсько-Мазурського воєводства.
Населення — 125 осіб (2011).
У 1975-1998 роках село належало до Сувальського воєводства.

## Демографія
Демографічна структура станом на 31 березня 2011 року:
|          | Загалом | Допрацездатний вік | Працездатний вік | Постпрацездатний вік |
| -------- | ------- | ------------------ | ---------------- | -------------------- |
| Чоловіки | 64      | 11                 | 49               | 4                    |
| Жінки    | 61      | 12                 | 34               | 15                   |
| Разом    | 125     | 23                 | 83               | 19                   |